# Narragansett Bay
Die Narragansett Bay ist eine Bucht und ein Ästuar nördlich des Gewässers Rhode Island Sound.
Sie bedeckt 380 km² und bildet damit Neuenglands größtes Ästuar, das als großer natürlicher Hafen fungiert, und umfasst einen Archipel. Diese Bucht liegt größtenteils im Bundesstaat Rhode Island; kleine Teile reichen bis in das benachbarte Massachusetts.
Von über dreißig Inseln sind die drei größten Aquidneck Island, Conanicut Island und Prudence Island. Gewässer, die Teil der Narragansetts Bay sind, umfassen den Sakonnet River, die Mount Hope Bay und im Süden Teile des Taunton River. Die Bucht öffnet sich zum Rhode Island Sound – Block Island liegt weniger als 20 Meilen vor der Öffnung – und zum Atlantik. Brücken über Teile der Bucht sind Hängebrücken, die Claiborne Pell Newport Bridge und die Mount Hope Bridge, sowie die Jamestown Verrazzano Bridge und die Braga Bridge, die die Brücke des Interstate 195 über die Narragansett Bay bildet.

## Geographie
Providence, die Hauptstadt Rhode Islands und größte Stadt, liegt an der westlichen Küste des nördlichsten Teils der Narragansett Bay. Viele Vororte von Providence, wie Warwick und Cranston, liegen ebenfalls an der Bucht. Newport, die Heimat des United States Naval War College, des Naval Undersea Warfare Center und eines Haupttrainingszentrums der United States Navy, liegt am südlichen Ende von Aquidneck Island am Ozean. Die Stadt Fall River liegt an der Einmündung des Taunton River in die Mount Hope Bay, die den nördlichsten Teil der Narragansett Bay bildet. Die südwestliche Küste umfasst die Tourismusorte Narragansett und Wickford. Quonset Point, südlich von Warwick, ist für Quonset hut namensgebend. Die Roger Williams University liegt in Bristol.

## Geologie und Geomorphologie
Die Narragansett Bay ist ein Ästuar, das aus einer Anzahl von überfluteten, glazial vorgeprägten Flusstälern hervorgegangen ist, die einst in der südlichen Fortsetzung der drei Flüsse, die heute in die Bucht münden, existierten. Die drei Flüsse sind:
- im Nordosten und -westen der Taunton River
- der Providence River und
- der Seekonk River

Das Ästuar ist das Ergebnis der Auswirkungen und Folgen der jüngsten Vergletscherung Nordamerikas (Wisconsin-Vereisung) auf bzw. für Neuengland. Im Zuge der Vereisung wurde viel Wasser in den kontinentalen Gletschern und Eisschilden gebunden, sodass der Meeresspiegel weit unter dem heutigen Niveau lag und die Küste von Rhode Island sich ungefähr 40 Kilometer südlich der heutigen Küstenlinie befand. Als der Laurentidische Eisschild die Gegend der heutigen Narragansett Bay erreichte, schürfte er tiefe Kerben in die Landschaft und legte dabei altes Grundgebirge frei, das heute noch in der Umgebung der Bucht ansteht. Die in Nord-Süd-Richtung verlaufenden Geländekerben sind im Kartenbild deutlich zu erkennen: Die West Passage zwischen Conanicut Island und dem Festland im Westen und die East Passage zwischen Conanicut Island und Aquidneck Island.
Als das Eis sich zurückzog, wurde die Region vor ungefähr 14.000 Jahren eisfrei. Der Meeresspiegel lag nach wie vor deutlich unter dem heutigen Niveau. Zunächst bestand im Bereich der heutigen Bucht für ungefähr 500 Jahre ein Schmelzwassersee. Dieser wurde von einem Fluss abgelöst, der entlang der Längsachse des vormaligen Sees floss. Ab etwa 9000 Jahren war die Küstenlinie bis in die Gegend der Narragansett Bay vorgerückt. Die Flusstäler wurden geflutet und das Ästuar in seiner heutigen Form begann sich herauszubilden.

## Frühe Geschichte
Der erste Besuch der Europäer der Bucht war vermutlich im frühen 16. Jahrhundert. In dieser Zeit wurde das Gebiet um die Bucht von zwei verschiedenen Gruppen von Indianern bevölkert: die Narraganset besetzten die westliche Küste der Bucht und die Wampanoag lebten an der Ostküste, sie okkupierten das Land östlich des Cape Cod.
Von den meisten Historikern wird anerkannt, das der erste Kontakt der Europäer durch Giovanni da Verrazzano zustande kam, einen italienischen Entdecker, der in die Bucht mit seinem Schiff La Dauphine 1524 nach dem Besuch der New York Bay einfuhr. Verrazzano nannte die Bucht Refugio, die „Zuflucht“. Die Bucht hat mehrere Einfahrten, doch die exakte Route seiner Reise und die Stelle, an der er ankerte, ist noch zwischen Historikern umstritten, was zu einer entsprechenden Ungewissheit führt, mit welchem Stamm er zuerst Kontakt aufnahm. Verrazzano berichtete, dass er Lichtungen und offene Wälder, geeignet für die Bereisung "even by a large army" (deutsch: selbst durch eine große Armee) vorfand.
Später, im Jahre 1614, wurde die Bucht durch den niederländischen Navigator Adriaen Block, nachdem Block Island benannt wurde, entdeckt und kartografiert.
Die erste urkundlich erwähnte europäische Siedlung stammt aus den 30er Jahren des 17. Jahrhunderts. Roger Williams, ein unzufriedenes Mitglied der Plymouth Colony, kam um 1636 in dieses Gebiet. Er traf auf den Sachem der Narraganset, von den Europäern Canonicus genannt, und eröffnete einen Handelsposten an der Küste von Providence. Zur selben seit hatten die Niederländer einen Handelsposten ungefähr 12 Meilen weiter südwestlich errichtet. Er wurde von New Amsterdam im New York Bay verwaltet.
1643 reiste Williams nach England, wo ihm eine Charta für die neue Kolonie Rhode Island gewährt wurde. Außerdem schrieb er ein Wörterbuch der Sprache der Narraganset, "Keys to the Indian Language" (deutsch: Schlüssel zur indianischen Sprache), das in England noch im selben Jahr veröffentlicht wurde.
Die Gaspéeaffäre, ein wichtiges Ereignis in der Amerikanischen Revolution, ereignete sich 1772 in der Bucht; sie wurde durch die Kaperung des britischen Schiffs HMS Gaspee ausgelöst. Der amerikanische Sieg trug schließlich auch zum Beginn des Krieges, den Schlachten von Lexington und Concord drei Jahre später in Massachusetts, bei. Dieses Ereignis wird in Warwick im Juni als Gaspee Day Celebration gefeiert: Symbolisch wird das Brennen des Schiffs nachgestellt.
Die HM Bark Endeavour von James Cook wurde 1775 nach Cooks dritter Reise verkauft, in Lord Sandwich umbenannt und diente als Truppentransporter während des Amerikanischen Unabhängigkeitskrieges. Im August 1778 versenkte man sie zusammen mit weiteren Schiffen in der Narragansett Bay, um einer ankommenden französischen Flotte, die den Amerikanern Verstärkung bringen sollte, die Zufahrt zu blockieren.
Roger Williams und andere frühe Kolonisten benannten viele Inseln in der Bucht. Um sich die Namen zu merken, behalfen sich die Schulkinder aus der Kolonialzeit eines Gedichts:
Patience, Prudence, Hope and Despair.

And the little Hog over there.

## Zuflüsse
- Blackstone River, Woonsocket, Cumberland, Lincoln, Central Falls & Pawtucket, Rhode Island
- Seekonk River, Pawtucket, East Providence & Providence, Rhode Island
- Ten Mile River, Pawtucket & East Providence, Rhode Island
- Moshassuck River, Providence, Rhode Island
- Woonasquatucket River, Providence, Rhode Island
- Providence River, Providence, Cranston, East Providence & Barrington, Rhode Island
- Pawtuxet River, Cranston & Warwick, Rhode Island
- Potowomut River, aka Greene River, Warwick & North Kingstown, Rhode Island
- Quequechan River, aka Quiquechan River, Fall River, Massachusetts
- Barrington River, Barrington, Rhode Island
- Palmer River, Barrington & Warren, Rhode Island
- Warren River, Warren & Barrington, Rhode Island
- Taunton River, Tiverton, RI & Fall River, Massachusetts
- Sakonnet River, Tiverton, Little Compton, Portsmouth & Middletown, Rhode Island

## Schiffbare Buchten, Häfen, Calas, Flüsse und Küstenteiche in und an der Narragansett Bay
West Passage
- Franklin Hollow, Jamestown
- Dutch Island Harbor, Jamestown
- Sheffield Cove, Jamestown
- The Hummocks Cove, North Kingstown
- The Narrows, North Kingstown
- Bissel Cove, North Kingstown
- Duck Cove, North Kingstown
- Wickford Harbor, North Kingstown
- Allen Harbor, North Kingstown
- Hope Island Cove, North Kingstown
- West Passage between Patience & Prudence Islands
- Sheep Pen Cove, Patience Island
- Coggeshell Cove, Prudence Island
- Potowomut River, aka Greene River, North Kingstown & Warwick
- Greenwich Bay, Warwick & East Greenwich
- Greenwich Cove, East Greenwich
- Apponaug Cove, Warwick
- Buttonwoods Cove, Warwick
- Brush Neck Cove, Warwick
- Warwick Cove, Warwick

Providence River
- Old Mill Cove, Warwick
- Occupessatuxet Cove, Warwick
- Passeonkquis Cove, Warwick
- Pawtuxet Cove, Warwick & Cranston
- Stillhouse Cove, Cranston
- Providence Harbor, Providence & East Providence
- Seekonk River, Providence, Pawtucket, East Providence
- Pawtucket River, Pawtucket
- Omega Pond, East Providence
- Watchemoket Cove, East Providence
- Bullock Cove, East Providence & Barrington
- Allins Cove, Barrington
- Smith's Cove, Barrington
- Warren River, Barrington & Warren
- Barrington River, Barrington
- One Hundred Acre Cove, Barrington
- Palmer River, Barrington, Warren & Swansea, Massachusetts
- Belcher Cove, Warren
- Usher Cove, Bristol

East Passage
- Bristol Harbor, Bristol
- Mill Pond, Bristol
- Walker's Cove, Bristol
- Potter Cove, Prudence Island
- Cranston Cove, Jamestown
- Potter Cove, Jamestown
- East Ferry, Jamestown
- Fort Cove, Jamestown
- West Cove, Jamestown
- Hull Cove, Jamestown
- Coggeshall Cove, Portsmouth
- Little Harbor, Melville, Portsmouth
- Coddington Cove, Middletown & Newport
- Coasters Harbor, Newport
- Newport Harbor, Newport
- Brenton Cove, Newport
- Castle Hill Cove, Newport

Mount Hope Bay
- Church Cove, Bristol
- Bristol Narrows, Bristol & Warren
- Kickemuit River, Bristol & Warren
- Chase Cove, Warren
- Hog Island Cove, Bristol

Sakonnet River
- The Hummocks, Portsmouth
- The Cove, Portsmouth
- Blue Bill Cove, Portsmouth
- Old Orchard Cove, Portsmouth
- Long Neck Cove, Portsmouth
- Quaket River, Tiverton
- Nannaquaket Pond
- Sapowet Cove, Tiverton
- Fogland Cove, Tiverton
- Church Cove, Little Compton

Pawcatuck River
- Little Narragansett Bay, Westerly
- The Kitchen Cove, Westerly
- Watch Hill Cove, Westerly
- Potter Cove, Westerly
- Colonel Willie Cove, Westerly
- Babcock Cove, Westerly
- Mastuxet Cove, Westerly
- Thompson Cove, Westerly

South Coast
- Weekapaug Pond, Westerly
- Quonochontaug Pond, Westerly & Charlestown
- Ninigret Pond, Charlestown
- Point Judith Pond, South Kingstown & Narragansett
- Potter Pond, South Kingstown
- Pettaquamscutt River, aka Narrow River, South Kingstown, Narragansett & North Kingstown
- Mackerel Cove, Jamestown
- Goose Neck Cove, Newport
- Sheep Point Cove, Newport
- Easton Bay, Newport & Middletown
- Sachuest Bay, Middletown
- Sakonnet Harbor, Little Compton
- Little Pond Cove, Little Compton

Block Island
- Cow Cove, New Shoreham
- Isaiahs Gully, New Shoreham
- Balls Cove, New Shoreham
- Old Harbor, New Shoreham
- Green Hill Cove, New Shoreham
- Tilson Cove, New Shoreham
- Cat Rock Cove, New Shoreham
- Sand Bank Cove, New Shoreham
- Lighthouse Cove, New Shoreham
- Corn Cove, New Shoreham
- Split Rock Cove, New Shoreham
- Stevens Cove, New Shoreham
- Dories Cove, New Shoreham
- Grace Cove, New Shoreham
- Dead Man's Cove, New Shoreham
- Great Salt Pond, New Shoreham
- Cormorant Cut, New Shoreham
- Old Breach Cove, New Shoreham
- New Harbor, New Shoreham
- Trims Pond, New Shoreham
- Logwood Cove, New Shoreham